# Villa Jägarbacken

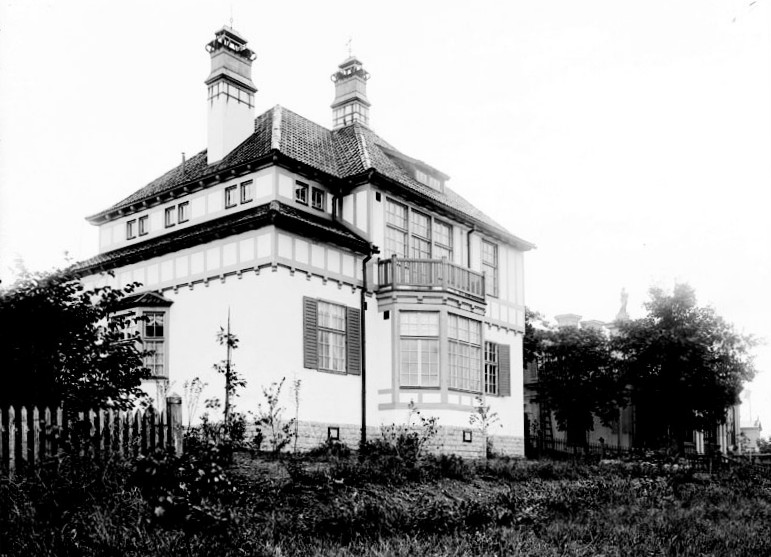
Villa Jägarbacken, fasad mot syd, 1906.

Villa Jägarbacken (även Huselii villa) är en byggnad på Södra Djurgården i Stockholm med adress Hazeliusbacken 16. Villan uppfördes år 1906 efter ritningar av arkitekt Gustaf Améen.

## Historik
År 1903 erhöll kanslirådet Clas Lindbeck denna tomt mellan Byströmska villan och Villa Hasselbacken. Men redan 1904 överlät han byggrätten till advokaten och vice häradshövdingen Gösta Huselius. Han lät uppföra nuvarande villa efter ritningar av arkitekt Gustaf Améen som gestaltade huset i en blandning av jugendstil och nationalromantiken. Byggnaden stod färdig år 1906. Huset kallades till en början Huselii villa och senare Villa Jägarbacken, som var i släkten Huselius’ ägo till slutet av 1950-talet.
En genomgripande ombyggnad ägde rum åren 1960–1962 och en delrenovering genomfördes år 1992. År 2012 avslutades ytterligare en ombyggnad som omfattade ändrat planlösning med bland annat nytt kök, bibliotek och badrum. Byggnaden har i Stockholms stadsmuseums kulturhistoriska klassificering ”grön klass” vilket betyder att den har ett högt kulturhistoriskt värde och att bebyggelsen är särskilt värdefull från historisk, kulturhistorisk, miljömässig eller konstnärlig synpunkt. Villa Jägarbacken  har nio rum och en boarea på 353 m². I september 2009 var villan till salu för 40 miljoner kronor, eller till högstbjudande.